# 刚果共和国内战

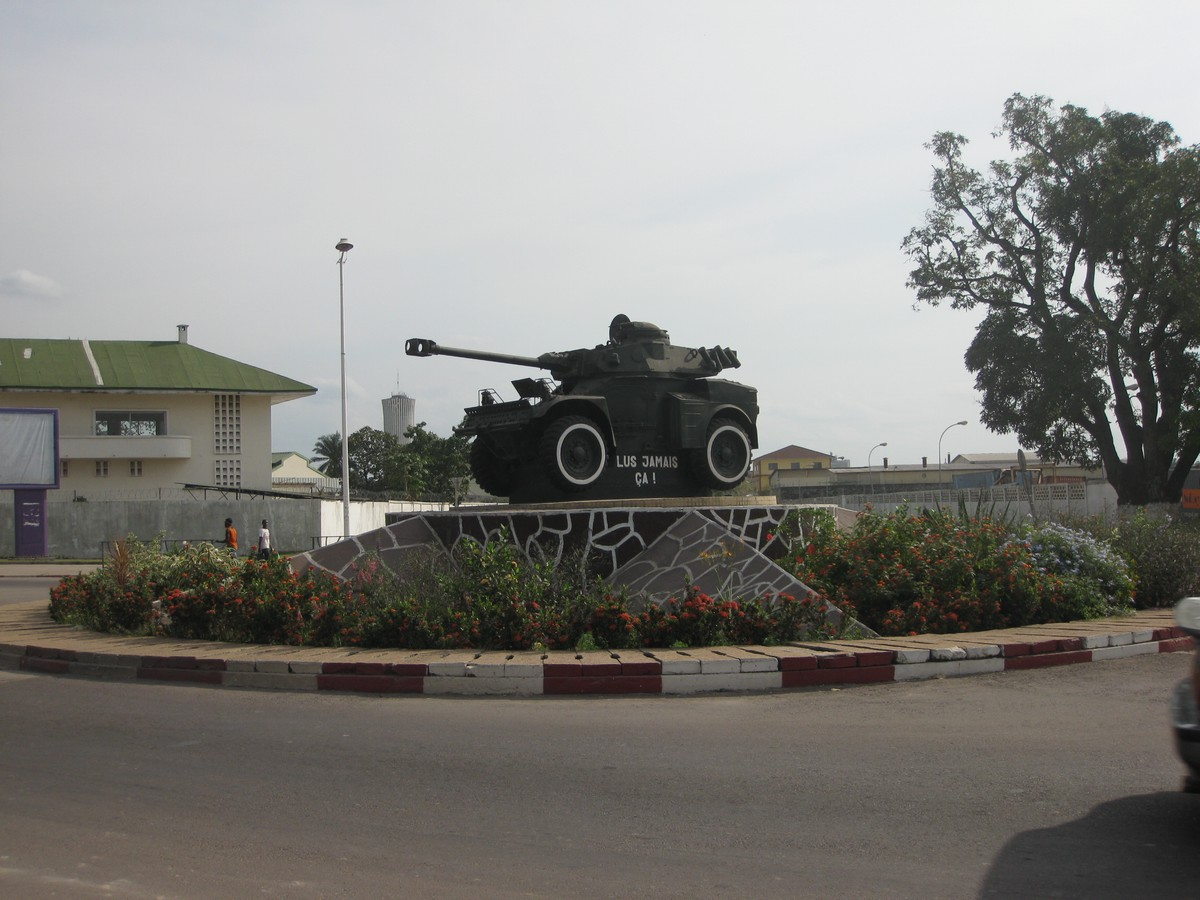
位于刚果（布）总统官邸前的六五广场。装甲车炮口正对官邸，底座上写“PLUS JAMAIS ÇA！”，意为“再也不要这个！”

刚果共和国内战是一场1997年6月至1999年12月爆发于刚果共和国的内战，战争双方为总统候选人及其支持者，最终以安哥拉军队入侵、德尼·萨苏-恩格索重返总统宝座而结束。
在刚果共和国，这场战争常称为“六五（6月5日）战争”（Guerre du 5 juin）。部分人士也将1993至2002年的刚果共和国内部部族冲突也并入这次内战的范畴。
萨苏曾在1979年至1992年统治刚果，当时的刚果人民共和国是一个马列主义、一党制的人民共和国。1993年7月至1994年，时任总统帕斯卡尔·利苏巴、前任总统德尼·萨苏-恩格索和主要反对活动领导者、首都布拉柴维尔市长贝尔纳·科莱拉斯三方在布拉柴维尔发生冲突，直到1995年三方所共同认可的四名人士进入中央政府任职才平息，这期间2000人死亡，10000人流离失所。然而，利苏巴政府未能有效控制由因失业而进入军队的年轻人组成的武装民兵，为此后刚果共和国爆发内战埋下隐痪。
刚果共和国的民主化进程于1997年走入歧途。随着预定于1997年7月举行的总统大选日益临近，时任总统帕斯卡尔·利苏巴和前总统、刚果劳动党领导人德尼·萨苏-恩格索二人支持者间的气氛日趋紧张。
是年6月5日，一队装甲车包围了萨苏在布拉柴维尔的住所，萨苏随即命令其私人民兵“眼镜蛇”进行激烈抵抗，并在几小时内控制了市中心和布拉柴维尔北部的兵营。由此开始了为期四个月的冲突，首都大部分地区遭到破坏。由于双方都无法凭借自己的力量获胜，便各自寻求外援：利苏巴与科莱拉斯结盟，征召原社会主义国家的米-24直升机驾驶员；萨苏则向安哥拉总统求援。
1997年10月初，安哥拉军队侵入刚果共和国支持萨苏；至同年10月14日，布拉柴维尔大部为其控制，利苏巴逃离，两天后整个首都为忠于萨苏的势力控制，黑角未作任何抵抗便被萨苏派系占领。1997年10月16日，萨苏宣布战争结束，自任总统并任命了一个33人的政府。
这次冲突中，石油是一个重要因素，由于前宗主国法国在刚果共和国的石油开采风险投资，法国被认为在背后支持胜利者萨苏。
1998年1月，萨苏政权发起了一次“国家团结论坛”以确定过渡期的性质和期限。这一由政府严密控制的论坛确定三年内举行大选，选举了一个过渡期的顾问立法机构，并宣布制宪会议将将确定宪法最终稿。然而，1998年下半年再度爆发萨苏政府军和反对派的冲突，这次冲突导致经济命脉刚果大洋铁路中断，布拉柴维尔南部、普尔、布恩扎和尼阿里遭到极大破坏，人口大量伤亡，数十万人流离失所。1999年，政府军与“忍者”民兵爆发冲突。1999年11、12月，政府与部分叛乱团体的代表签署了协议，12月的协议的调停人由加蓬总统奥马尔·邦戈呼吁政府与反对派继续进行政治谈判。
内战给这个国家留下了深远影响：北方忠于萨苏，中西部忠于流亡中的利苏巴，普尔地区忠于科莱拉斯。